# Askerbeyli
Askerbeyli är en ort i Azerbajdzjan.   Den ligger i distriktet Sabirabad Rayonu, i den centrala delen av landet, 130 kilometer väster om huvudstaden Baku. Antalet invånare är 990.
Terrängen runt Askerbeyli är mycket platt. Runt Askerbeyli är det ganska tätbefolkat, med 72 invånare per kvadratkilometer.. Närmaste större samhälle är Saatlı, 11,1 kilometer söder om Askerbeyli.
Trakten runt Askerbeyli består till största delen av jordbruksmark.